# Лімб. Місце загублених душ
«Лімб. Мі́сце загу́блених душ» — роман сучасного українського письменника Кирила Половинка, у якому зображено повернення головного героя у місто дитинства у якому час зупинився, а перед персонажем постає вибір: відпустити або втекти. Опублікований 2024 р. у видавництві «Лабораторія».

## Сюжет
Автор зосереджує увагу читачів на історії життя головного героя — Кирила Демиденка, який повернувся у рідне місто через 13 років після свого від'їзду для того, щоб владнати справи після смерті матері. Всі події, які відбуватимуться упродовж роману, описані через його сприйняття, а потрапивши у своє минуле оточення, герой зіштовхується із його елементами: людьми, спогадами, місцями, запахами:
Стою в тому самому коридорі та втягую ніздрями запахи минулого: обшарпані радянські меблі, сигарети без фільтра та смажена риба. А кажуть, що спогади не пахнуть. Ці маленькі, але дуже токсичні бешкетники накопичують свою міць в артефактах минулого.
У тексті поєднано жорстокість бійок «банди» та голос сумління, якого уособлює героїня Світлана, яку зображено лише через спогади головного героя, проте окрім з'ясування стосунків герої також обговорюють книги:
Я поділився враженнями від «Депеш Мод» та «Пациків», які недавно з'явились у книгарнях. Сєга сміявся з мене, мовляв, що це за діч?! <…> Якось спробував пояснити гостям, що це сучасна українська проза, яка описує реалії нашої неньки, а не якісь «забугорні» фантазії.
У післямові Кирило Половінко зазначив, що основна думка роману полягає у тому, що потрібно вміти відпускати минуле та жити далі, проте головні герої застрягли у ньому. Вони перебувають у лімбі — проміжному місці, яке у системі пекла Данте є першим колом: ще не рай, але вже рубіж пекла.

## Головні герої
- Кирило (Кірюха, Кірочка) Деміденко
- Олександр (Саша) Алієв
- Сергій (Сєга) Мірошниченко
- Денис (Ден) Репетун
- Руслан (Русік, Кіла) Смагулов
- Світлана (Свєта)

## Критика
Автор про роман:
Почнімо з імені протагоніста. Одразу відповім: він — не я, а «Лімб» — це не автобіографія. Чому ж тоді ми з Кирилом Деміденком тезки? Бо більш безглуздого імені для гопника просто не вигадати. Я був «Кирилом» у такій тусовці, я це знаю. Хоча більшість епізодів, які ви тут прочитали, відбулися у реальному житті, вони все ж були опрацьовані моєю фантазією заради сюжету та думки, яку я хотів донести. Вона полягає ось у чому: треба вміти відпускати минуле й жити далі. І це дуже важливо — примиритися з привидами колишнього життя, які колись завдали вам психологічних чи навіть фізичних травм.— зазначив письменник у післямові до видання
Літературна критикиня, літературознавиця Богдана Романцова зазначила, що автор «написав напрочуд сміливий роман, чесний і болючий. Це про наш Схід, шорсткий, складний, суперечливий, але таки наш. Про дорослішання, протистояння, розчарування і пошук відповідей, коли ті, хто міг відповісти, давно у могилі. Про сірий лімб, у якому застрягаєш, і героя-хамелеона, який постійно підлаштовується під обставини, аж доки нарешті не вирішує діяти — розірвати коло насильства і вирватися з чергового кола пекла».
Український письменник Анатолій Дністровий зауважив, що Кирило Половінко у своїй творчості «б'ється за свою сучасність, б'ється за нашу нестерпну реальність, за цю географію і лакуни нашої пам'яті, в яких часто мало є місця для радості. Це — література нашої країни, шрамів нашого проблемного соціуму, соціальних траблів і прірв, крізь які проходили і проходитимуть ще не одні покоління».

## Цитати з твору
«Юність — це прекрасно. Можна витворяти всіляку дичину та виправдовувати це своїм віком. Таке враження, що дорослі — це мертві діти з минулого, яким відбило усвідомлення того, що вони все-таки діти. Для дорослих чомусь послаблень немає, вони ведуться на „мусиш“ та „повинен“. Ніхто, бляха, нікому нічого не винен. Мушу щось робити, якщо тільки сам так вирішив».
«Спогади — невіддільна частина свідомості. Та як показала практика, привиди минулого тільки й чекають на твій кінець, щоб помститись. От і настав час зануритись пикою в цю купу лайна. Головне — не забувати дихати, коли випадатиме нагода ковтнути повітря. Якщо вона випадатиме…».
« — Так дивно повернутись до минулого…
— Це не ти повертаєшся, а воно наздоганяє тебе. Все у твоїй голові. Твоє оточення та сприйняття — це те, чим ти живеш. Якщо живеш минулим, так чи інакше воно наздожене, повалить тебе на землю й облизуватиме лице слинявим язиком, поки ти його із себе не скинеш. Лише від тебе залежить, що саме перед тобою — минуле, сьогодення чи майбутнє».
«Психологи кажуть, що найбільше наш мозок дратує нерозуміння. Тобто рівняння, які він не може розв'язати через завелику кількість невідомих. Мало того, що ресурси на розрахунки витратив, то ще й відповіді не знайшов».
«Страх — річ прекрасна. Тільки під його тиском людина здатна показати свою справжню сутність. Безстрашних не буває, це міф та ілюзія».